# Balraj Sahni
Balraj Sahni (* 1. Mai 1913 in Rawalpindi; † 13. April 1973 in Bombay) war ein indischer Filmschauspieler und Autor. 

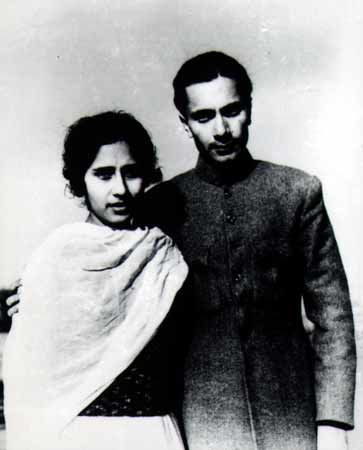
Balraj Sahni und seine Frau im Jahr 1936

## Leben
Sahni studierte Literatur in Lahore und war anschließend als Schriftsteller tätig. Nebenbei beschäftigte er sich mit modernem realistischen Theater. In erster Ehe war er mit der Bühnenschauspielerin Damayanti verheiratet. Er arbeitete als Journalist, Publizist, Rundfunksprecher und Dozent für Hindi und Englisch.
Seine erste wichtige Rolle beim Film hatte er 1946 in Khwaja Ahmad Abbas’ Dharti Ke Lal. Ab 1947 war er in Bombay ansässig. Balraj Sahnis schauspielerischer Ruhm entstand mit seiner Rolle als Rikshafahrer in dem neorealistischen Film Do Bigha Zamin (1953, Filmfare Award/Bester Film) von Bimal Roy. Er spielt die Hauptrolle eines Bauern, der in Kolkata als Rikshafahrer Geld zu verdienen versucht, um sein Land kaufen zu können und damit den Bau einer Fabrik in seinem Dorf zu verhindern, mit Menschlichkeit und großer emotionaler Tiefe. Balraj Sahni spielte häufig formal schwierige Rollen, so einen Verrückten in Garam Coat (1955) und einen radikalen Dichter in Sone Ki Chidiya (1958). Er trat mit den großen weiblichen Stars des indischen Films der 1950er Jahre (Nargis, Meena Kumari, Vyjayantimala und Nutan) auf. In den 1960er Jahren trat er besonders mit Charakterrollen hervor, so in Yash Chopras Waqt (1965).
Sahni führte Regie in Lal Batti (1957) und schrieb das Drehbuch für Guru Dutts Baazi (1951, mit Dev Anand in der Hauptrolle). Ab den 1960er Jahren leitete er die linkspolitische Theatergruppe „Juhu“ und veröffentlichte Romane. 1971 erschien seine Autobiografie. Sein letzter Film Garam Hawa (1973) zeigt ihn in einer großartigen Rolle als alternder Moslem in Agra zur Zeit der Teilung Indiens, der sich entscheiden muss, das Land Richtung Pakistan zu verlassen oder als Teil einer Minderheit im hinduistischen Indien einer ungewissen Zukunft entgegenzuschauen.
Balraj Sahni gehörte zu den Intellektuellen des indischen Films und bekannte sich zum Kommunismus. Er war Teilnehmer von Kulturdelegationen in der Sowjetunion und der Volksrepublik China.
Sein jüngerer Bruder war der Hindi-Schriftsteller Bhisham Sahni (1915–2003).